# Jacques Mortier
Jacques Mortier (2 april 1949) is een voormalige Belgische atleet, die gespecialiseerd was in het hamerslingeren. Hij veroverde vijf Belgische titels.

## Biografie
Mortier behaalde tussen 1971 en 1979 vijf Belgische titels in het hamerslingeren, waarvan vier opeenvolgende.

### Clubs
Mortier was aangesloten bij Ajax en stapte in 1981 over naar KAA Gent. Na zijn actieve carrière werd hij trainer en leraar aan de topsportschool.

## Belgische kampioenschappen
| Onderdeel      | Jaar                         |
| -------------- | ---------------------------- |
| hamerslingeren | 1971, 1976, 1977, 1978, 1979 |

## Persoonlijk record
| Onderdeel      | Prestatie | Datum | Plaats |
| -------------- | --------- | ----- | ------ |
| hamerslingeren | 59,48 m   |       |        |

## Palmares

### hamerslingeren
- 1971:  BK AC – 56,42 m
- 1976:  BK AC – 52,50 m
- 1977:  BK AC – 56,34 m
- 1978:  BK AC – 57,70 m
- 1979:  BK AC – 55,50 m
- 1981:  BK AC - 53,74 m